# BPI Awards 1987
Die BPI Awards 1987 wurden am 9. Februar 1987 im Grosvenor House Hotel, London verliehen. Moderator der im britischen Fernsehen von der BBC übertragenen Veranstaltung war Jonathan King.
Die meisten Nominierungen mit vier erhielt Peter Gabriel, der mit zwei Preisen auch am Häufigsten ausgezeichnet wurde.

## Liveauftritte
- Chris de Burgh – The Lady in Red
- Curiosity Killed the Cat – Down to Earth
- Five Star – Can't Wait Another Minute
- Level 42 – Lessons in Love
- Simply Red – Holding Back the Years
- Spandau Ballet – Through the Barricades
- Whitney Houston – How Will I Know

## Gewinner und Nominierte
| British Album of the Year | British Producer of the Year                                                                        |
| --- | --------------------------------------------------------------------------------------------------- |
| - Dire Straits – Brothers in Arms - Five Star – Silk & Steel - The Housemartins – London 0 Hull 4 - Peter Gabriel – So - Simply Red – Picture Book                                                        | - David A. Stewart - Hugh Padgham - Pip Williams - Stock Aitken Waterman - Trevor Horn              |
| British Single of the Year | British Video of the Year                                                                           |
| - Pet Shop Boys – West End Girls - Chris de Burgh – The Lady in Red - The Communards and Sarah Jane Morris – Don’t Leave Me This Way - Peter Gabriel – Sledgehammer - Simply Red – Holding Back the Years | - Peter Gabriel – Sledgehammer                                                                      |
| British Male Solo Artist | British Female Solo Artist                                                                          |
| - Peter Gabriel - Billy Ocean - Chris de Burgh - Phil Collins - Robert Palmer | - Kate Bush - Jaki Graham - Joan Armatrading - Kim Wilde - Sade Adu                                 |
| British Group | British Breakthrough Act                                                                            |
| - Five Star - Dire Straits - Eurythmics - Pet Shop Boys - Simply Red | - The Housemartins                                                                                  |
| International Group | International Solo Artist                                                                           |
| - The Bangles - A-ha - Bon Jovi - Cameo - Huey Lewis and the News | - Paul Simon - Anita Baker - Bruce Springsteen - Madonna - Whitney Houston                          |
| Classical Recording | Soundtrack/Cast Recording                                                                           |
| - Julian Lloyd Webber - André Previn - Luciano Pavarotti - Mariss Jansons - Nigel Kennedy | - Top Gun - Absolute Beginners - Down and Out in Beverly Hills - Out of Africa - A Room with a View |

### Outstanding Contribution to Music
- Eric Clapton